# Tehuacán
Tehuacán ist eine Stadt im mexikanischen Bundesstaat Puebla mit knapp 250.000 Einwohnern. Tehuacán ist Sitz des Municipio Tehuacán sowie des Bistums Tehuacán.

## Ausgrabungen
Tehuacán liegt in einem trockenen Tal, in dem bei umfangreichen Grabungen wichtige Informationen über Ursprung und Entwicklung der Landwirtschaft in Amerika gewonnen wurden. Hier konnte erstmals eine kontinuierliche Zeitabfolge von der frühesten Besiedlung über die Pflanzendomestikation, die Keramikproduktion bis zur spanischen Eroberung im 16. Jahrhundert erbracht werden.
Die ersten Besiedlungsspuren kleiner schweifender Jägergruppen gehen in die Zeit um 9000 v. Chr. zurück. In der El-Riego-Phase (7000–5000 v. Chr.) wurden von halbnomadischen Gruppen die ersten domestizierten Pflanzen (Gartenkürbis, Avocado, Amarant, Chili und Baumwolle) in geringem Umfang angebaut. Der erste domestizierte Mais und Bohnen tauchten in der Coxcatlán-Phase  (5000–3400 v. Chr.) auf. In der Abejas-Phase wurden Schalen und Krüge aus Stein gefertigt. Die erste feste Siedlung ist für 3000 v. Chr. und die erste Keramik ist für die Purrón-Phase (2300–1500 v. Chr.) nachgewiesen.

## Söhne und Töchter der Stadt
- Joaquín Gutiérrez Heras (1927–2012), Komponist
- Francisco Uribe (* 1966), Fußballspieler